# صالح بن عبد الله العزاز
صالح بن عبد الله العزاز ولد في مدينة الخبراء بمنطقة القصيم (وسط السعودية) عام 1959، عرف بأنه من أوائل المصورين الفوتوغرافيين السعوديين، واشتهر بالصورة التي التقطها للمتظاهرات عام 1990 المطالبات بقيادة المرأة للسيارة في السعودية.
زوجته بدرية القبلان، أنجبت له خمسة أطفال: أربع بنات هن: الشيهانة وشهد وشهلاء وليانا، وابن واحد هو: عبد الله.

## مسيرته التعليمية
بعد حصول الفنان صالح بن عبد الله العزاز على الثانوية العامة، التحق بكلية الهندسة بجامعة الملك فيصل، إلا أن الفنان صالح لم يجد شغفه بكلية الهندسة، فقرر الالتحاق بالصحافة.

## مسيرته العملية
بدأ حياته العملية مبكرًا، بعد أن ترك دراسته في كلية الهندسة في جامعة الملك سعود في الرياض، بوصفه صحفيًّا في جريدة اليوم بمدينة الدمام إلى أن تولى إدارة التحرير فيها، ثم رئيسًا للتحرير بالنيابة. تنقل بين العديد من الجرائد والمجلات السعودية، وتولى فيها مواقعًا قيادية، كما أسهم بكتابة المقالة اليومية والتحقيقات الصحافية في العديد من الصحف المحلية والعربية مثل جريدة الشرق الأوسط اللندنية، والقبس الكويتية، ومجلة المجلة.

## مسيرته مع التصوير
يعتبر العزاز من أوائل السعوديين المهتمين بالتصوير الفوتوغرافي، خصوصًا بعد قيامه بتصوير النساء المتظاهرات عام 1990 اللواتي طالبن بقيادة المرأة للسيارة في السعودية. حاز على المركز الثاني في المسابقة العالمية لاتحاد المصورين العالمي في الصين عام 1997. كما أقام العزاز عدة معارض شخصية كان أهمها معرض بلا حدود الذي أقيم عام 2001، وسبقه معرضه الفردي الذي اختار أن يكون في وسط الصحراء عام 1996 ويعتبر أول معرض عربي يقام في وسط الصحراء.

## الصورة والتصوير
لم تكن الصورة بالنسبة للفنان صالح مجرد صورة فوتوغرافيّة، بل هي فلسفة، حيث لا يصور من أجل متعة أو رغبة، بل يصوّر من أجل تقديم رأي، وتسجيل موقف. أثناء فترة الصحوة، كان كلّ شيء محرّم تقريبًا، ولكي يعيش المصوّر صالح العزاز موهبة التصوير، كان عليه أن يحارب ويقاوم، وأن يثبت وجوده، حيث تعرض لهجمات من الذين يكرهون تفكيره، ورفض أفكاره، التي وُصفت بأنها "جريئة".

## أبناؤه
لدى صالح العزاز أربع بنات، وابن اسمه عبد الله. في يوليو 2022، أصدر الملك سلمان بن عبد العزيز، بتعيين ابنته الشيهانة بنت صالح بن عبد الله العزاز، نائبًا للأمين العام لمجلس الوزراء بالمرتبة الممتازة.

## العاصوف 3
في شهر رمضان 2022، ظهر المصور والصحافي صالح العزاز، عبر مسلسل "العاصوف3"، في ثانيتين فقط، إلا أن هذه اللقطة أعادت إلى المجتمع السعودي الدور التنويري الذي قام به المصور صالح العزاز، حيث ترافق مشهد الفنان صالح، مع مشهد استحضار حكاية النسوة اللاتي قدن السيارات في الرياض في 1990، والمطالبة برفع الحظر عن قيادة المرأة آنذاك.

## حريق منزله
في سبتمبر 2020، أعلن "عبد الله" ابن المصور صالح العزاز، اندلاع حريق في منزلهم دون حدوث إصابات، كما ذكر بأن الحريق لم يلحق أي ضرر بمكتبة والده.

## مؤلفاته
- أصدر كتابًا يحتوي على صوره، بتعليقات شعرية كتبها الشاعر البحريني قاسم حداد، بعنوان (المستحيل الأزرق) بثلاث لغات: العربية والإنجليزية والفرنسية
- كتاب الجنادرية الحدث وهو كتاب وطني مصوّر
- كتاب العودة إلى الأرض باللغتين العربية والإنجليزية والذي يتضمن صورًا عن استخدام الطين في بناء المنازل[5]

## وفاته
اكتشف صالح العزاز أنه مصاب بالسرطان أثناء صيف 2001، خلال إجازة كان يمضيها مع عائلته في الولايات المتحدة الأمريكية، وتم إدخاله مستشفى هيوستن للعلاج من المرض الذي استشرى في رأسه، حينها كتب على صفحة بيضاء، في آخر كتاب كان يقرأ فيه، كيف يرى الحب؟ فقال:
" الحبُّ، هو مفتاحي الخاص لفهم الأشياء.
الحبُّ، هو البوابة المؤدية إلى الحياة، التي أريدُ أن أحياها، وأكتبها، وأفهمها...
الحبُّ، هو المنظار، الذي أكتشف العالم من خلاله.
المحبةُ، هي القُدَّاس، الذي أقيمه لكي أجمع الناس عليه.
المحبةُ، هي القاموس، الذي به أُفسِّرُ الكلمات التي لا تُفسر".
كتب من هناك مقالات أسبوعية لجريدة الشرق الأوسط، إلا أن صحته تدهورت كثيرًا، ودخل في غيبوبة، نُقل على إثرها إلى مستشفى الملك فيصل التخصصي في الرياض، ليلفظ أنفاسه بعد وقت قصير في الخامس عشر من ديسمبر من عام 2002 عن عمر يناهز 43 عاما.

## مبادرة جائزة صالح العزاز
كرمت وزارة الإعلام في احتفال أقيم بمركز الملك فهد الثقافي الفائزين بجائزة صالح العزاز لدعم الثقافة والإبداع في الوطن في دورتها الأولى في فروع التصوير الفوتوغرافي، والإعلام، والبيئة والآثار وفرع بمسمى “عش العنكبوت” وهو وصف مستعار كان يستخدمه العزاز لمرض السرطان حين بدأ ينتشر في رأسه. يشرف على الجائزة الأستاذ خالد الجريوي، وتهدف إلى أن تصبح إحدى أهم الجوائز العربية والعالمية في مجال دعم الثقافة والإبداع وتطوير المواهب الشابة لخدمة مجتمعاتها.